# Bleach (album)
| Recensione     | Giudizio |
| -------------- | -------- |
| AllMusic       |          |
| Consequence    | A        |
| NME            |          |
| Piero Scaruffi |          |

Bleach è il primo album in studio del gruppo musicale statunitense Nirvana, pubblicato nel giugno del 1989 dalla Sub Pop Records.
Le sedute di registrazione si tennero presso gli studi Reciprocal Recording di Seattle tra il dicembre 1988 e il gennaio 1989.
Bleach fallì l'entrata in classifica negli Stati Uniti alla sua pubblicazione, ma venne comunque recensito positivamente dalla critica. L'album fu ripubblicato dalla Geffen Records nel 1992 dopo il successo internazionale del secondo album dei Nirvana, Nevermind (1991). La ristampa debuttò alla posizione numero 89 della classifica statunitense Billboard 200, e raggiunse la numero 33 nella Official Albums Chart britannica. Nel 2009 la Sub Pop ha pubblicato la 20th Anniversary Edition di Bleach comprendente anche una registrazione live di un concerto dei Nirvana del 1990 a Portland, Oregon. Sin dalla sua pubblicazione nel 1989, Bleach ha venduto oltre 1 900 000 copie nei soli Stati Uniti. È l'album della Sub Pop più venduto di sempre.

## Descrizione

### Registrazione
In seguito alla pubblicazione nel novembre 1988 del singolo d'esordio Love Buzz i Nirvana incominciarono la registrazione di un album in studio nell'arco di due-tre settimane, nonostante l'etichetta discografica indipendente Sub Pop avesse chiesto loro soltanto un EP. La maggior parte delle sessioni di registrazione si svolsero presso i Reciprocal Recording Studios di Seattle, con il produttore locale Jack Endino. La band iniziò a registrare il 24 dicembre del 1988, in una sessione lunga 5 ore. Il gruppo registrò di nuovo tra il 29 e il 31 dicembre e di nuovo ancora il 14 e il 24 gennaio. Il produttore Endino programmò per il gruppo trenta ore complessive in sala di registrazione. Tre dei brani dell'album (Floyd the Barber, Paper Cuts e Downer) erano già state precedentemente registrate, sempre nel 1988, ma con Dale Crover alla batteria.
Malgrado i tentativi di registrare gli stessi brani con il nuovo batterista Chad Channing, il gruppo alla fine decise di inserire nell'album versioni remixate delle registrazioni con Crover. Downer faceva parte del primo demo registrato da Cobain con il suo gruppo precedente, i Fecal Matter. Oltre che nelle versioni CD dell'album, la traccia compare anche nella compilation Incesticide. Stando a quanto riportato da Endino, il brano Big Long Now venne scartato dalla versione finale perché Cobain riteneva che in Bleach ci fosse già "abbastanza roba lenta e pesante", quindi "non voleva far pubblicare il brano". L'album era ormai preparato e sequenziato ma il capo della Sub Pop Bruce Pavitt diede l'ordine di risequenziarlo completamente. La registrazione fu ulteriormente ritardata parecchi mesi a causa della mancanza di fondi della casa discografica.
Endino predispose il gruppo a trenta ore complessive di registrazione al costo di 606,17 dollari. Il denaro venne fornito da Jason Everman, un chitarrista che era rimasto colpito dal demo con Dale Crover. Everman per breve tempo si unì al gruppo come secondo chitarrista e compare nei crediti della copertina dell'album sebbene non abbia preso parte alle registrazioni. Il bassista Krist Novoselic spiegò che "volevano solo farlo sentire a casa nel gruppo".

### Copertina e promozione
La copertina dell'album fu fotografata da Tracy Marander, l'allora fidanzata di Cobain, durante un concerto tenuto dalla band al Reko Muse art gallery di Olympia, nello stato di Washington. Il 25 febbraio 1989 i Nirvana cominciarono un tour in varie località della costa orientale degli Stati Uniti, arrivando a suonare anche all'Università di Washington. Il gruppo iniziò il suo primo tour europeo il 30 ottobre dello stesso anno a Newcastle upon Tyne e, il 3 dicembre successivo, suonarono al London Astoria.
Dopo l'uscita dell'album, i discount Kmart commercializzarono una linea d'abbigliamento per promuovere i Nirvana e il nascente genere grunge. Christopher Sandford racconta che: «quando gli esperti di moda notarono le camicie da boscaiolo e le brutte jersey a fantasia geometrica stile anni cinquanta di Cobain, trovandovi un esempio di "stile di bassa moda", non fecero caso al fatto che le camicie di flanella e i maglioni erano vestiti di tutti i giorni per chi, come Cobain e il suo gruppo, proveniva da zone a clima marino come quella degli Stati Uniti nordoccidentali»; Cobain disse in seguito che non aveva mai avuto intenzione di cominciare una moda o di comportarsi da modello. Il 1º aprile 1990 i Nirvana iniziarono il loro secondo tour negli Stati Uniti, durante il quale il batterista Chad Channing venne sostituito da Dave Grohl
Il titolo provvisorio dell'album era Too Many Humans, ma venne rinominato Bleach dopo che Cobain scoprì, durante la tappa nella città di San Francisco, un manifesto che invitava alla prevenzione dell'AIDS. Il manifesto consigliava a chi faceva uso di eroina di passare della candeggina (bleach in inglese) sugli aghi delle siringhe prima di utilizzarle ed era accompagnato dallo slogan Bleach Your Works. In Australia, prima del 1992, Bleach fu pubblicato dalla Waterfront Records in una nuova versione con le copertine di diversi colori e in vinile colorato.
Nell'aprile del 1992, sull'onda del successo del secondo album dei Nirvana, Nevermind, la Sub Pop pubblicò una versione rimasterizzata di Bleach nei formati LP, CD e musicassetta, di cui la Geffen Records curò la distribuzione internazionale. La versione CD era confezionata in una custodia di cartone pieghevole che comprendeva un libretto bonus pieno di foto della band nel periodo 1987-1990. Per il 20º anniversario dell'album, il 3 novembre 2009 la Sub Pop ne pubblicò una ristampa deluxe insieme a una rimasterizzazione dei nastri originali realizzata da George Marino nel marzo precedente e una registrazione dal vivo di un'esibizione tenuta dal gruppo al Pine Street Theatre di Portland nel 1990. Negli Stati Uniti d'America si stima che l'album abbia venduto 1 900 000 copie.

## Tracce
Testi e musiche di Kurt Cobain, eccetto dove indicato.
1. Blew – 2:54
2. Floyd the Barber – 2:18
3. About a Girl – 2:48
4. School – 2:42
5. Love Buzz – 3:35 (Robbie van Leeuwen)
6. Paper Cuts – 4:06
7. Negative Creep – 2:56
8. Scoff – 4:10
9. Swap Meet – 3:03
10. Mr. Moustache – 3:24
11. Sifting – 5:22

Tracce bonus nella riedizione del 1992
1. Big Cheese – 3:42 (Kurt Cobain, Krist Novoselic)
2. Downer – 1:43

Tracce bonus 20th Anniversary Edition del 2009 (Pine Street Theatre, 9 febbraio 1990 - Portland, Oregon)
1. "Intro" - 0:53
2. School - 2:36
3. Floyd the Barber - 2:17
4. Dive (Cobain, Novoselic) - 3:42
5. Love Buzz (van Leeuwen) - 2:58
6. Spank Thru	- 2:59
7. Molly's Lips (Eugene Kelly, Frances McKee) - 2:16
8. Sappy - 3:19
9. Scoff - 3:53
10. About a Girl - 2:28
11. Been a Son - 2:01
12. Blew - 4:32

## Formazione
- Kurdt Kobain[29] – voce, chitarra elettrica
- Chris Novoselic – basso
- Chad Channing – batteria, tamburello (About a Girl)
- Jason Everman – chitarra[30]
- Dale Crover – batteria (tracce 2, 6 e 13)

## Classifiche
| Classifiche (1992) | Posizione massima |
| ------------------ | ----------------- |
| Australia          | 34                |
| Austria            | 26                |
| Belgio (Vallonia)  | 23                |
| Finlandia          | 24                |
| Germania           | 24                |
| Giappone           | 46                |
| Nuova Zelanda      | 30                |
| Regno Unito        | 33                |
| Stati Uniti        | 89                |

## Date di pubblicazione
| Anno | Formato             | Etichetta          | Catalogo   | Note  |
| ---- | ------------------- | ------------------ | ---------- | ----- |
| 1989 | CD                  | Sub Pop Records    | SP34B      | [ 1 ] |
| 1989 | MC                  | Sub Pop Records    | SP34A      | [ 1 ] |
| 1989 | LP                  | Sub Pop Records    | SP34       | [ 1 ] |
| 1992 | CD                  | Geffen Records     | 24433      | [ 1 ] |
| 1995 | CD                  | Geffen Records     | 1929       | [ 1 ] |
| 2005 | LP                  | Phantom Records    | TUPLP6     | [ 1 ] |
| 2005 | CD                  | Warner Music Group | 9878700342 | [ 1 ] |
| 2008 | LP                  | Warner Music Group | 7840034    | [ 1 ] |
| 2009 | LP                  | Sub Pop Records    | 70834      | [ 1 ] |
| 2009 | CD                  | Sub Pop Records    | 70834      | [ 1 ] |
| 2009 | Rhino Entertainment | 5186561462         | [ 1 ]      |       |

## Riferimenti nella cultura di massa
- Il celebre manga giapponese Bleach ha ereditato il titolo proprio dall'album dei Nirvana, essendo il suo autore, Tite Kubo, un loro grandissimo fan.